# Pfeifer Zeliska
Pfeifer Zeliska（プファイファー・ツェリスカ）は、オーストリアのPfeifer Waffen社が開発した、超大型の回転式拳銃である。
オーストリアの公用語であるドイツ語の発音では、Pfeiferはパイファー（またはプファイファー）、Zeliskaはツェリスカとなる。

## 概要
本銃が使用する.600ニトロ・エクスプレス（.600.N.E.）、.458ウィンチェスターマグナムは、どちらも本来は象狩りなどに用いられる大型の動物を仕留めるための大口径マグナムライフル弾薬である。.600 N.E.を使用した場合、弾頭重量：58.3g(≒900gr) 銃口初速：462m/s(≒1516fps) 初活力：6230J(≒4592ft.lbs)となり、「世界最強の拳銃」の称号を誇っているが、シリンダーギャップの無い単発中折式で、最長530mmの銃身長が選択できるトンプソン・コンテンダーの同銃弾仕様の方が、単発の威力は上回ると思われる。
作動方式はシングルアクション。形状はコルトM1851に似ている（但し遥かに大きい）。
その過剰な大きさと重量は拳銃として携行するにはまったく不向きであり、相応の銃身長で加速することを前提とした両弾薬も拳銃弾として使用するにはまったく実用的ではなく、リボルバーが故にシリンダーギャップから大量の推進ガスを噴出し、銃口から銃弾が出た後も燃焼が続く。また、射手の安全性も計算されていない。6kgという狙撃銃クラスの重量と、銃身に穿たれた8個のガスポートにより.600 N.E.の反動をかなり抑えることに成功しているが、その重量ゆえに通常の射撃姿勢での射撃は困難で（5キロのダンベルを手だけで構えるのと同じ感覚）、バイポッドやトライポッドに固定すること、または匍匐（）姿勢で土嚢に乗せるなどの依託射撃が求められる。
形態こそ拳銃と見なされるものの、上記のとおり通常の拳銃の発射姿勢で撃つことは困難である。現実的な実用性はほぼ皆無に等しく、世界最強の拳銃の称号を得るためだけに作られた銃器であるが、そうした称号付きのアイテムに対する欲求も世間には存在する。
ハンドメイドの受注生産品であるため、価格は13,840ユーロと高価である。
なお、世界最強の拳銃の称号は本銃に与えられたが、世界最大の拳銃の称号は、ポーランド人ガンスミスのリシャルト・トビスが製作した、レミントン M1859のスケールアップモデルであるトビーレミントンに与えられている。

## 登場作品

### 漫画・小説・アニメ
『ヤングガン・カルナバル』
「フェイファー・ツェリザカ」と表記。4巻・天国で迷子、5巻・ドッグハウスにおいてレインメーカー（オズワルド・スロボ）が使用。

### PCゲーム
『SAS Zombie Assault 3』
「Nitro Express .600」と表記。
『Biohazard Village』
難易度「HardCore」以上クリア特典として解放され、ゲーム内で商人より購入出来る「ハンドキャノンPZ」という名称で登場。